# Bodianus eclancheri
Bodianus eclancheri là một loài cá biển thuộc chi Bodianus trong họ Cá bàng chài. Loài này được mô tả lần đầu tiên vào năm 1846. Từ định danh của loài được đặt theo tên của M. L’Eclancher.

## Phạm vi phân bố và môi trường sống
B. eclancheri có phạm vi phân bố ở khu vực Đông Nam Thái Bình Dương. Từ Ecuador, loài này được ghi nhận trải dài dọc theo đường bờ biển Peru và Chile, bao gồm quần đảo Galápagos ở ngoài khơi.
Môi trường sống của B. eclancheri là các rạn san hô ở độ sâu khoảng từ 5 đến 45 m. Ở Galapagos, loài này thường được nhìn thấy ở những vùng nước mát.

## Mô tả
B. eclancheri có chiều dài cơ thể tối đa được ghi nhận là 61 cm. Cá trưởng thành có nhiều biển thể màu sắc: đen hoàn toàn với các đốm xanh lam, hay chỉ đen một phần, phần cơ thể còn lại có màu vàng, đỏ tươi, da cam, nâu hoặc trắng, tuy nhiên có thể là sự kết hợp bất kỳ giữa các tông màu này (những màu này có thể nằm ở mọi phần của cơ thể). Các đốm đen và nâu thường xuất hiện trên vảy cá. Cá con có màu vàng nhạt hoặc trắng với 3 dải sọc ngang màu đen trên thân.
Số gai ở vây lưng: 12–14; Số tia vây ở vây lưng: 9–10; Số gai ở vây hậu môn: 3; Số tia vây ở vây hậu môn: 11–12; Số tia vây ở vây ngực: 17–18.

## Sinh thái học
Thức ăn của B. eclancheri là những loài thủy sinh không xương sống và tảo. Cá đực của loài này có xu hướng sinh sản theo nhóm và không tạo cho riêng mình một lãnh thổ khi giao phối. B. eclancheri là một loài lưỡng tính tiền nữ, tức cá đực trưởng thành đều phải trải qua giai đoạn là cá cái.
Loài này được đánh bắt bởi những người thu mua cá cảnh.

### Trích dẫn
- Martin F. Gomon (2006). "A revision of the labrid fish genus Bodianus with descriptions of eight new species" (PDF). Records of the Australian Museum, Supplement. Quyển 30. tr. 1–133. ISSN 0812-7387.